# Greg P. Russell
Greg P. Russell é um sonoplasta e diretor de som estadunidense. Foi indicado ao Oscar de melhor mixagem de som em dezessete ocasiões, mas não venceu em nenhuma delas.

## Filmografia
- Black Rain (1989)[1]
- The Rock (1996)[2]
- Con Air (1997)[3]
- The Mask of Zorro (1998)[4]
- Armageddon (1998)[4]
- The Patriot (2000)[5]
- Pearl Harbor (2001)[6]
- Spider-Man (2002)[7]
- Spider-Man 2 (2004)[8]
- Memoirs of a Geisha (2005)[9]
- Apocalypto (2006)[10]
- Transformers (2007)[11]
- Transformers: Revenge of the Fallen (2009)[12]
- Salt (2010)[13]
- Transformers: Dark of the Moon (2011)[14]
- Skyfall (2012)[15]
- 13 Hours: The Secret Soldiers of Benghazi (2016)